# دانشگاه باشکنت
دانشگاه باشکنت BAŞKENT آنکارا یکی از بهترین دانشگاه‌های نیمه خصوصی و نیمه دولتی کشور ترکیه به‌شمار می‌رود که در سال ۱۹۹۴ توسط مرکز سوانح سوختگی ترکیه و سازمان پیوند اعضا ترکیه و بنیاد آموزشی هابرال (Haberal) در آنکارا پایتخت کشور ترکیه ایجاد شد و امروزه به عنوان یک مرکز علمی تحقیقاتی و درمانی در کشور ترکیه و شهر آنکارا شناخته می‌شود. دانشگاه باشکنت را می‌توان به عنوان یکی از برترین دانشگاه‌های این کشور دانست که در زمینه علوم پزشکی در حال فعالیت می‌باشد و همچنین دارای مراکز پزشکی و تحقیقاتی و مراکز دیالیز در سراسر ترکیه است. همه ساله دانشجویان بسیاری که قصد مهاجرت به ترکیه را دارند، نسبت به دریافت پذیرش تحصیلی از این دانشگاه اقدام می‌کنند. این دانشگاه به زبان ترکی و انگلیسی فعالیت می‌کند و روش ورود دانشجویان خارجی به دانشگاه باشکنت در مقطع لیسانس با شرکت در آزمون یوس دانشگاه به عنوان آزمون ورودی خواهد بود. بر اساس مجله Qs کشور بریتانیا، دانشگاه باشکنت از نظر تعداد انتشارات علمی بین‌المللی به ازای هر استاد یکی از دانشگاه‌های برجسته در ترکیه بوده‌است. این دانشگاه در رشته‌های پزشکی بسیار معروف است و در حال حاضر دانشگاه باشکنت مورد تأیید بهداشت و علوم ایران است.

## تاریخچه تأسیس
دانشگاه باشکنت در سال ۱۹۹۳ با ریاست مهمت هابرال در شهر آنکارا تأسیس شد و از ۱۳ ژوئن ۱۹۹۴ به صورت رسمی آغاز به کار کرد. مهمت هابرال تحصیلات ابتدایی خود را در دانشگاه آنکارا در رشتهٔ پزشکی گذراند و در دانشگاه کلرادو آمریکا تحصیلات خود را ادامه داد. او در سال ۱۹۷۵ موفق شده تحت راهنمایی جراح آمریکایی توماس استارزل اولین جراحی پیوند کبد را در ترکیه با موفقیت به انجام برساند. مهمت هابرال خدمات ویژه ای را در راستای آموزش و پرورش در ترکیه ارائه داده‌است. از جمله مهم‌ترین آنها دانشگاه باشکنت است که اولین و مجهزترین دانشگاه خصوصی ترکیه است و در حال حاضر یکی از بزرگ‌ترین و مجهزترین پردیس‌های دانشگاهی را دارد. در حال حاضر دانشگاه باشکنت آنکارا امکانات علمی بی نظیری را در اختیار دانشجویان قرار می‌دهد و از جمله دانشگاه‌های خصوصی به حساب می‌آید.

## نحوه تدریس
اساتید این دانشگاه اکثراً از اساتید مشترک در دانشگاه حاجت تپه و آنکارا هستند و اغلب در آمریکا تحصیل کرده‌اند. اساتید و آموزش دانشگاه نسبت به دانشجویان و نحوهٔ تحصیل آن‌ها بسیار سخت گیر بوده و امتحان نهایی دانشجویان انتهای سال تنها یک بار برگزار می‌شود و به همین علت امتیاز و نمرهٔ دانشجویان برای قبولی بسیار مهم است و اگر در این آزمون نمرهٔ قبولی(۶۰ به بالا) دریافت نکنند، باید آن سال را دوباره ثبت نام کنند و مشغول به تحصیل در همان سال شوند و شهریه آن سال دوباره پرداخت می‌شود.
کلاس‌ها از ۸۵ دانش آموز تشکیل شده‌است که هر کلاس ظرفیت ثبت نام ۱۳ ایرانی را دارد. در این دانشگاه به زبان ترکی یا انگلیسی تحصیل می‌کنند. در صورتی که به زبان انگلیسی در رشته‌های پزشکی تحصیل می‌کنید پس از سال چهارم موظف به صحبت به زبان ترکی هستید تا بتوانید با بیمار ارتباط برقرار کنید. ساعت کاری دانشگاه و شروع کلاس‌ها ۹ صبح می‌باشد و بستگی به تعداد کلاس‌ها و رشته تان تا ۵ بعد از ظهر ادامه می‌یابد.

## دانشکده‌ها
- دانشکده هنرهای زیبا، معماری و طراحی
- دانشکده ارتباطات
- دانشکده دندانپزشکی
- دانشکده علوم اقتصاد و دارایی
- دانشکده تربیت معلم
- دانشکده مهندسی
- دانشکده علوم بهداشتی
- دانشکده حقوق
- دانشکده پزشکی
- دانشکده الهیات
- دانشکده علوم تجربی

## رشته‌های تحصیلی
- حقوق
- معماری
- الهیات
- علوم تجربی
- پزشکی
- دندانپزشکی
- تغذیه و رژیم درمانی
- فیزیوتراپی و توانبخشی
- پرستاری و خدمات بهداشتی
- مدیریت بهداشت
- علوم ورزشی
- مهندسی کامپیوتر
- مهندسی برق و الکترونیک
- مهندسی صنایع
- مهندسی مکانیک
- اقتصاد
- مدیریت
- علوم سیاسی و روابط بین‌الملل
- مدیریت گردشگری
- فناوری و مدیریت دانش
- آموزش کامپیوتر
- تکنولوژی آموزشی
- آموزش زبان خارجه
- آموزش زبان ترکی
- مشاوره روان‌شناسی
- راهنمایی علمی آموزشی
- آموزش علم و ریاضیات پایه متوسطه
- رادیو و تلویزیون و سینما
- روابط عمومی
- طراحی ارتباطات
- هنرهای تجسمی
- طراحی گرافیک
- معماری داخلی و طراحی محیطی
- تاریخ هنر
- معماری
- مد و طراحی نساجی

## امکانات رفاهی
در حال حاضر یازده دانشکده، سه خوابگاه، محوطه دانشگاهی با امکانات کامل ورزشی و فرهنگی، مرکز کارآفرینی، درمانگاه و تمام امکانات یک شهر کامل در محل دانشگاه وجود دارد و دانشجویان را از مراجعه به خارج از دانشگاه بی‌نیاز می‌کند. دانشگاه باشکنت امکانات خوبی را برای دانشجویان خود ارائه می‌دهد که از جمله مهم‌ترین آن‌ها می‌توان به خوابگاه‌هایی با امکاناتی همچون کتابخانه، سالن بیلیارد، سالن بازی، مسجد، آرایشگاه، خشکشویی و غیره اشاره کرد. همچنین خدمات درمانی برای دانشجویان دانشگاه باشکنت به صورت رایگان ارائه می‌شود. غذای دانشگاه با دریافت هزینه به شما ارائه می‌شود. همچنین این دانشگاه برای دانشجویانی که قصد دارند از خوابگاه به مرکز شهر مراجعه کنند، اتوبوس رایگان تدارک دیده‌است و همچنین دانشجویان می‌توانند تا ساعت ۱۲ شب را بیرون از خوابگاه سپری کنند و زمان بسته شدن درب‌های خوابگاه در روزهای تعطیل رسمی و جمعه و شنبه تا ساعت ۱٫۳۰ بامداد نیز قابل تمدید می‌باشد. سالن مطالعه دانشکده‌های دانشگاه باشکنت ۲۴ ساعته باز است، این سالن در طبقه ششم هر بلوک قرار دارد که می‌تواند برای مطالعه و اهداف اجتماعی استفاده شود. در عین حال، کتابخانهٔ محوطهٔ اصلی دانشگاه همه روزه تا ساعت ۲۳ باز است و به دانشجویان خدمات ارائه می‌دهد

## رتبه و رنکینگ دانشگاه باشکنت
دانشگاه باشکنت در شهر آنکارا پایتخت کشور ترکیه به عنوان دانشگاهی با رنکینگ جهانی +۱۰۰۱ شناخته می‌شود. دانشگاه باشکنت آنکارا به عنوان یکی از معتبرترین دانشگاه‌های ترکیه، مقصد خیلی از دانشجویان ایرانی است. مخصوصاً در رشته‌های مرتبط با پزشکی، این دانشگاه در سال ۲۰۲۱ و در رنکینگ تایمز، رتبه +۶۰۱ را کسب نمود که در نوع خود حائز اهمیت است.

## بیمارستان‌ها و مراکز درمانی
این دانشگاه در زمینه‌هایی مانند بیمارستان‌ها، کلینیک‌های سرپایی و مراکز دیالیز در میان مردم ترکیه بسیار شناخته شده‌است.
دانشگاه باشکنت دارای ۱۰ بیمارستان در سراسر کشور ترکیه از جمله بیمارستان‌هایی در ۶ شهر کشور ترکیه
- بیمارستان باشکنت آنکارا(Başkent Ankara hospital)
- بیمارستان باشکنت استانبول(Başkent Istanbul hospital)
- بیمارستان باشکنت ازمیر(Başkent Izmir hospital)
- بیمارستان باشکنت آلانیا(Başkent Alanya hospital)
- بیمارستان باشکنت آدانا(Başkent Adana hospital)
- بیمارستان باشکنت قونیه(Başkent Konya hospital)

نگاه کلی به بیمارستان‌ها و مراکز درمانی دانشگاه
- Başkent University Ankara Hospital
- Ayaş Physical Therapy and Rehabilitation Center
- Yapracık Geriatric and Psychosocial Rehabilitation Center
- Başkent University Adana Medical and Research Center
- Başkent University İzmir Zübeyde Hanım Medical and Research Center
- Başkent University Medical and Research Center of Alanya
- Başkent University Konya Medical and Research Center
- Başkent University Elmalık (Yalova) Dialysis Center
- Başkent University İskenderun Dialysis Center
- Başkent University İstanbul Dialysis Center
- Başkent University Experimental
- Research Centers

## خدمات درمانی دانشگاه باشکنت آنکارا
دانشگاه باشکنت در زمینهٔ رشته‌های پزشکی بسیار معروف است و به همین علت خدمات بسیاری در این زمینه ارائه می‌کند. برای مثال مرکز بهداشت دانشجویی در مجتمع خوابگاه خدمات پزشکی رایگان را به صورت ۲۴ ساعته در اختیار دانشجویان قرار می‌دهد. در مرکز بهداشت دانشجویی، یک کلینیک عمومی و دندانپزشکی وجود دارد. دانشجویان می‌توانند از خدمات بیمارستان دانشگاه باشکنت آنکارا در صورت لزوم بهره‌مند شوند. علاوه بر این، بیماران می‌توانند از خدمات درمانی بیمارستان‌های دانشگاه باشکنت در شهرهایی مانند آلانیا، آدانا، ازمیر، اسکندران و استانبول استفاده کنند.

## کانال تلویزیونی و ایستگاه رادیویی
شبکه تلویزیونی Kanal B یک کانال تلویزیونی ملی است که توسط دانشگاه باشکنت تأسیس شده‌است. یک ایستگاه رادیویی (Radio Başkent) نیز در ارتباط با این کانال وجود دارد. در ۹ می ۲۰۰۴ استودیوی کانال تلویزیونی باشکنت در محوطهٔ این دانشگاه تأسیس شد و برنامه‌ها و اخبار این دانشگاه از طریق این کانال به اطلاع عموم مردم می‌رسد. این برنامه از ماهواره Türksat , DigiTurk, D-Smart پخش می‌شود.